# Olomega Lacus
L'Olomega Lacus è una struttura geologica della superficie di Titano.